# Bolo (Ujungpangkah)
Bolo is een bestuurslaag in het regentschap Gresik van de provincie Oost-Java, Indonesië. Bolo telt 2621 inwoners (volkstelling 2010).